# Акгюн Качмаз
Акгюн Качмаз (тур. Akgün Kaçmaz; 19 лютого 1935, Анкара — 12 листопада 2023) — турецький футболіст, що грав на позиції захисника.
Виступав, зокрема, за клуб «Фенербахче», а також національну збірну Туреччини.

## Клубна кар'єра
У дорослому футболі дебютував 1951 року виступами за команду клубу «Фенербахче», в якій провів десять сезонів, взявши участь у 115 матчах чемпіонату.
Завершив професійну ігрову кар'єру у клубі «Фатіх Карагюмрюк», за команду якого виступав протягом 1961—1962 років.

## Виступи за збірну
1953 року провів свою першу і останню гру у складі національної збірної Туреччини.
Наступного року був включений до заявки національної команди на чемпіонат світу 1954 у Швейцарії, проте залишався там резервним гравцем.